# Klasztor Karmelitów bosych w Zagórzu

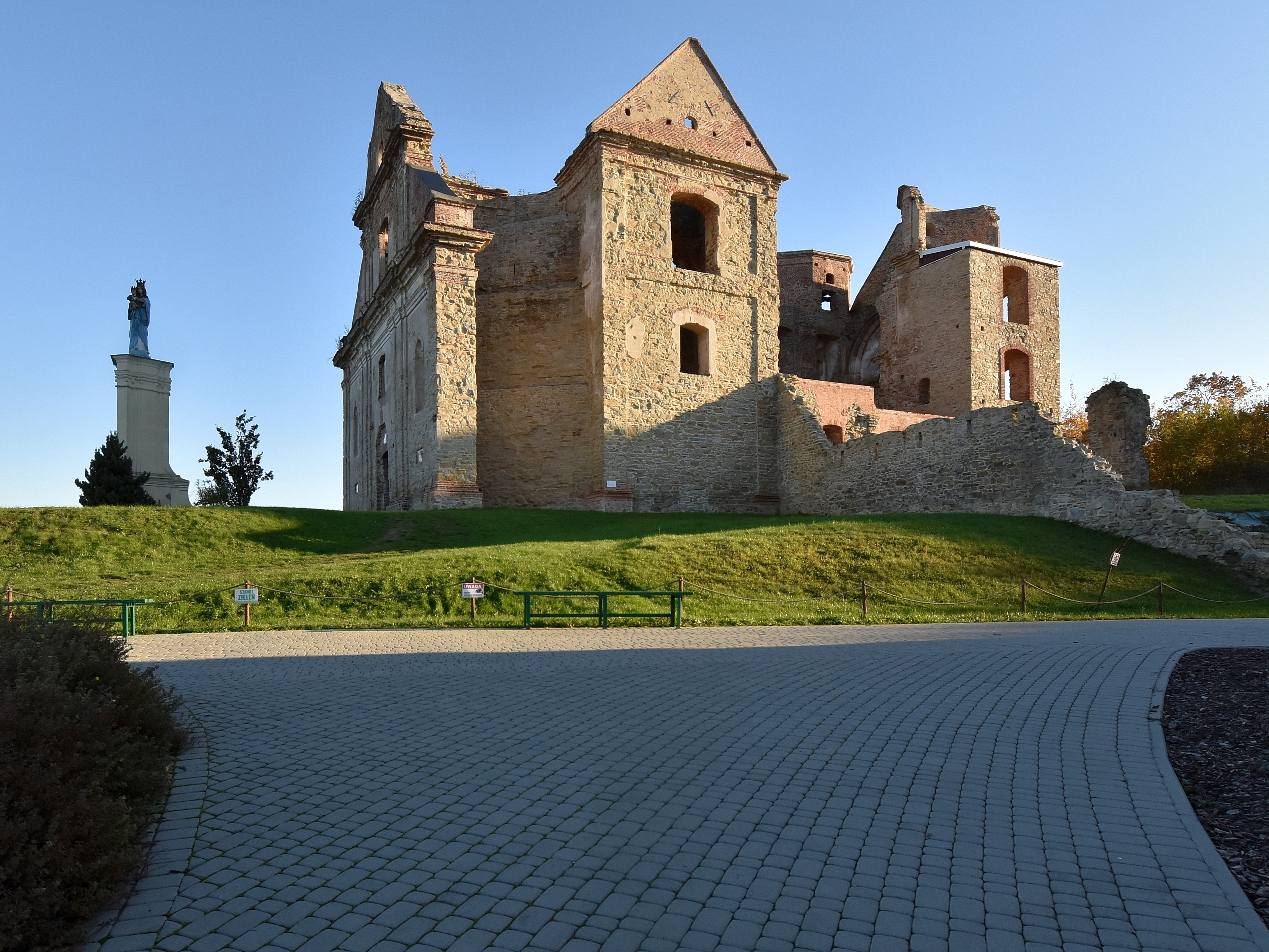
Widok na ruiny klasztoru od strony pólnocnej (2024)

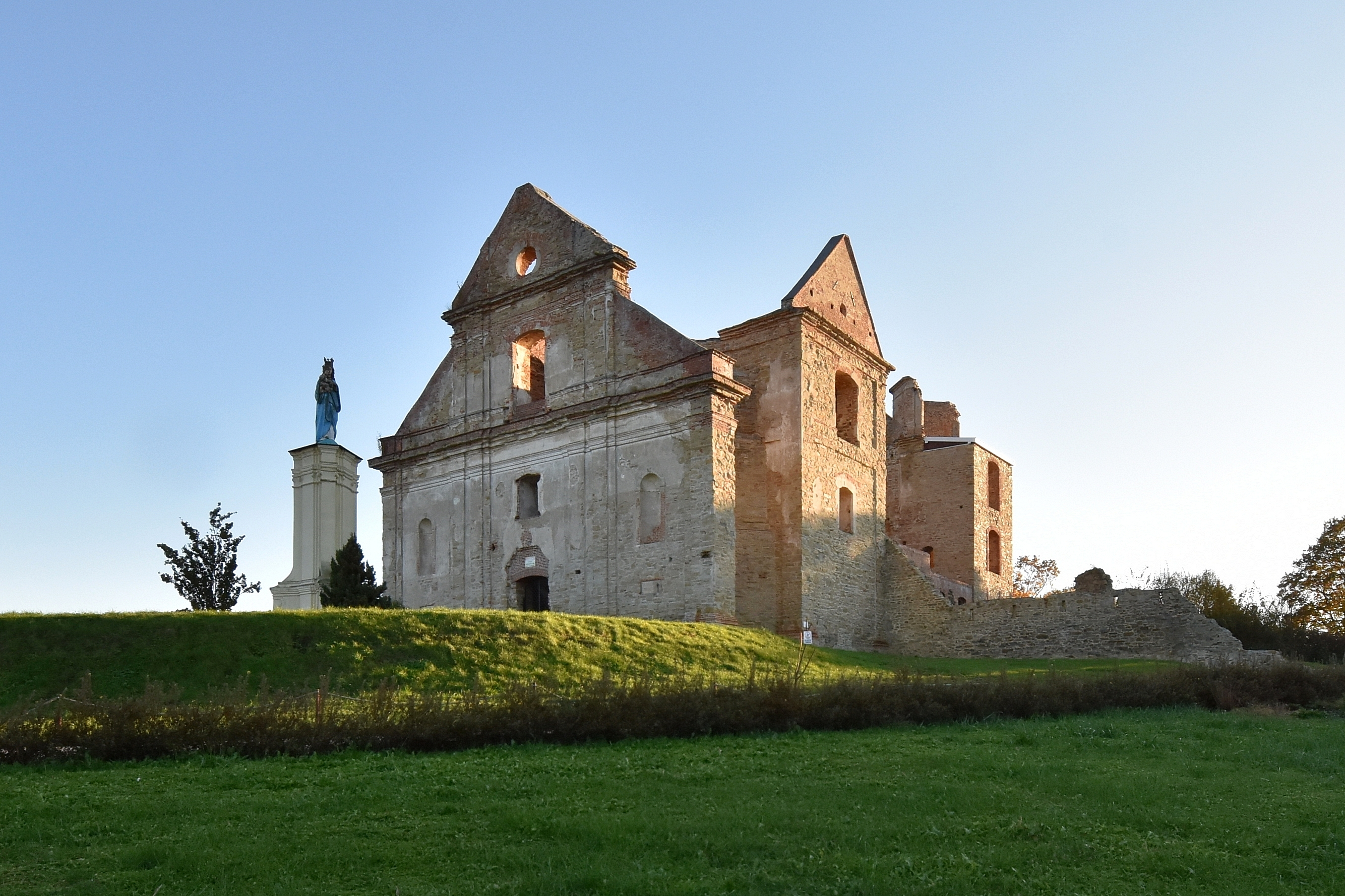
Widok na ruiny klasztoru od strony wschodniej (2024)

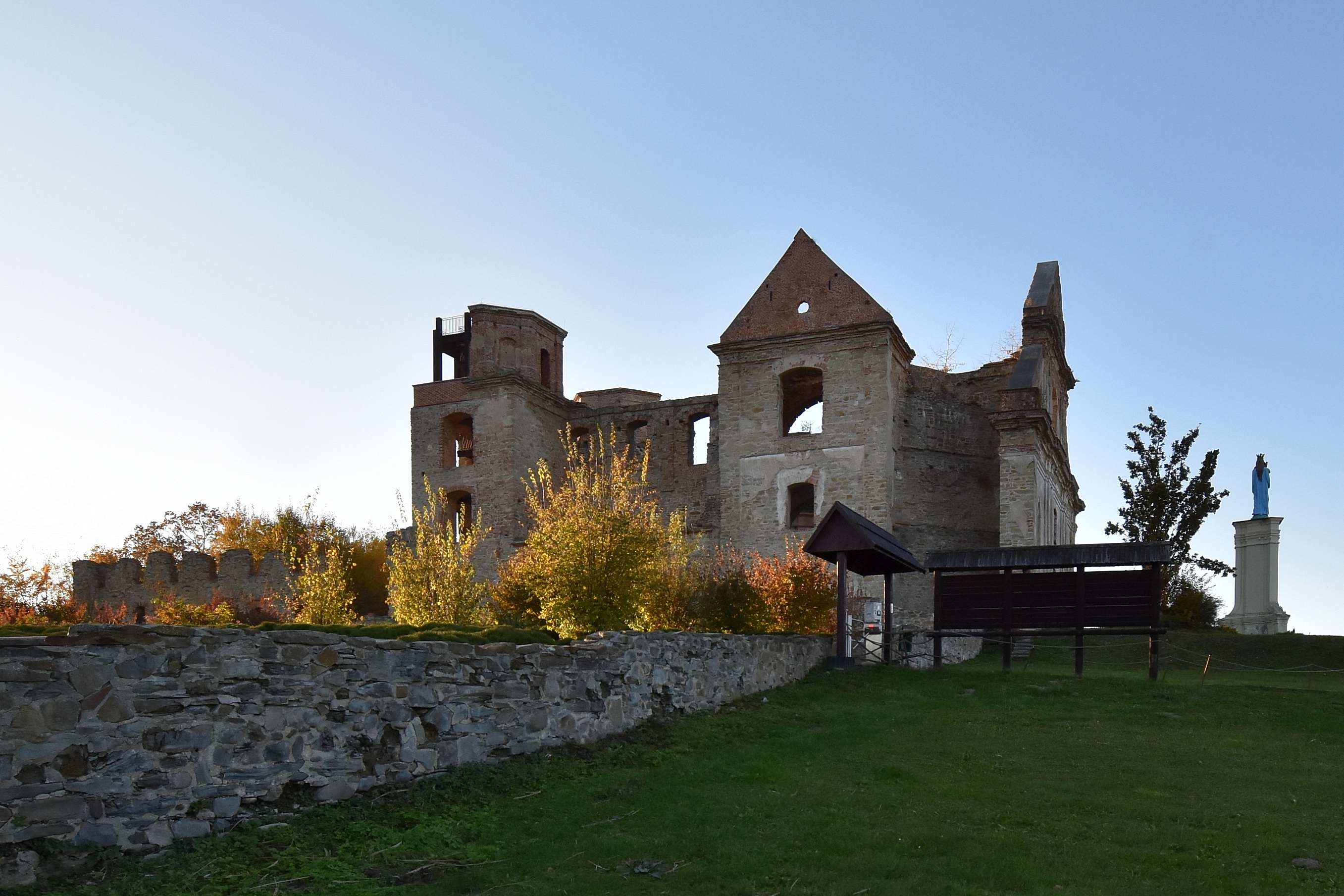
Widok na ruiny klasztoru od strony południowej (2024)

Klasztor Karmelitów bosych w Zagórzu − monumentalne ruiny XVIII w. późnobarokowego kościoła i klasztoru – warowni zakonu karmelitów bosych w Zagórzu w woj. podkarpackim na wzgórzu Mariemont (345 m n.p.m.) w zakolu rzeki Osławy. Jeden z nielicznych zachowanych klasztorów warownych w Polsce i na ziemiach dawnej Rzeczypospolitej Obojga Narodów. Ruiny klasztoru są wpisane do rejestru zabytków nieruchomych.

## Dzieje klasztoru

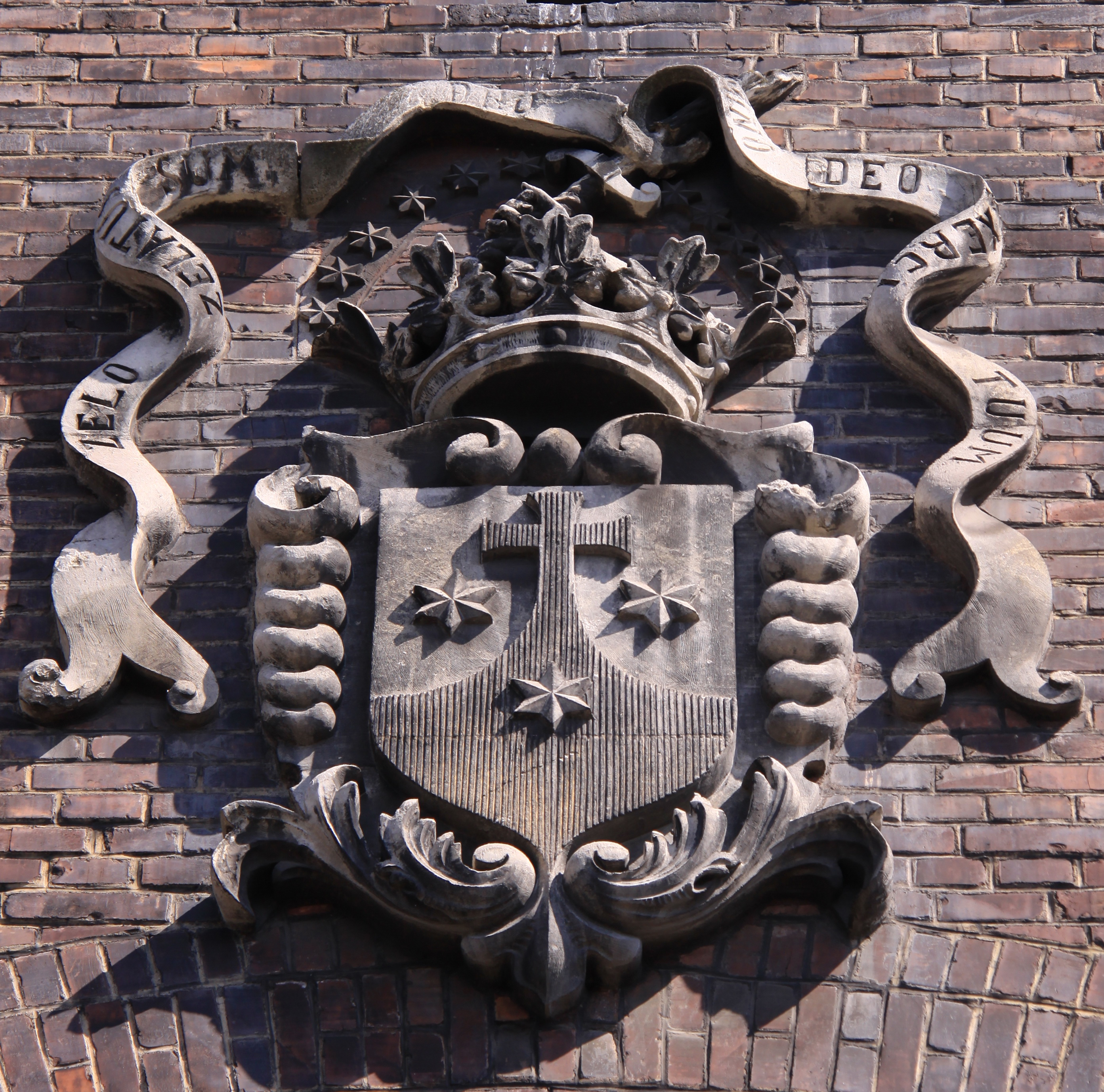
Herb zakonu karmelitów

### Lata 1700-1730
Fundatorem zagórskiego karmelu był wojewoda wołyński Jan Adam Stadnicki. Prace przy budowie klasztoru trwały równo 30 lat; kamień węgielny pod budowę położono 7 sierpnia 1700 roku, w 1714 wprowadzili się doń zakonnicy, budowę ukończono w 1730 roku.
W skład zespołu klasztornego wchodziły: kościół pw. Wniebowzięcia NMP, klasztor oraz zabudowania gospodarcze. Karmel otaczały wysokie na pięć metrów mury obronne. Reprezentacyjna brama wjazdowa i podjazd znajdowały się od strony północnej. Od strony wschodniej, tuż za murami, znajdował się szpital-przytułek dla weteranów wojennych pochodzenia szlacheckiego. Obowiązek opieki nad 12 żołnierzami-inwalidami był wolą wojewody dodaną do aktu fundacyjnego w 1713 roku. Listę pensjonariuszy miał przedstawiać dziedzic Leska. Pierwszymi mieszkańcami szpitala byli weterani odsieczy wiedeńskiej z 1683 roku. 
Klasztor wybudowano według planu zatwierdzonego dla konwentów mniejszych, natomiast samą świątynię wzniesiono i oparto na wymiarach zleconych dla kościołów większych. Kościół posiadał specyficzną ośmioboczną nawę główną oraz dwie kaplice boczne. Sam ołtarz znajdował się wyjątkowo od strony zachodniej. Całość zbudowana była z żółtego piaskowca transportowanego z pobliskiego kamieniołomu. Do budowy sklepień łukowych i mniejszych elementów konstrukcyjnych użyto cegły. Rozplanowanie kościoła bardzo przypomina budowany 30 lat później Klasztor karmelitów bosych Stella Maris na Górze Karmel. Nie dowiedziono jakkolwiek, czy przy projektowaniu świątyni na górze Karmel korzystano z założeń zagórskiego pierwowzoru. 
Klasztor w Zagórzu już w momencie rozpoczęcia budowy uchodził za przestarzały wobec wyzwań ówczesnej sztuki fortyfikacyjnej oraz taktyki wojennej. Znaczenie strategiczne warowni również pozostawało niewielkie z powodu zawarcia traktatu karłowickiego kończącego ostatecznie wojny z Turcją i Chanatem Krymskim. Wątpliwe również było zagrożenie ze strony Siedmiogrodu, który już w 1690 r. znalazł się pod panowaniem Habsburgów. 
Zagórska budowla jest dowodem znacznego ożywienia gospodarczego notowanego w Rzeczypospolitej pod koniec panowania Jana III Sobieskiego i na początku epoki saskiej. W warunkach słabo rozwiniętej gospodarki pieniężnej w krajach Europy Środkowo-Wschodniej inwestycje budowlane stanowiły dobrą lokatę kapitału dla magnaterii, choć w tym przypadku klasztor i kościół były darem rodziny Stadnickich dla zakonu karmelitów.

### Okres świetności 1730-1772
Okres świetności klasztor przeżywał do pierwszego rozbioru Rzeczypospolitej. 
W okresie konfederacji barskiej klasztor stał się ostoją dla jej żołnierzy. 29 listopada 1772 roku, podczas oblężenia przez wojska rosyjskie dowodzone przez generała Iwana Drewicza, zabudowania klasztorne zostały ostrzelane z armat; a ich część uległa spaleniu. Obrona klasztoru w Zagórzu była ostatnią bitwą konfederacji barskiej.

### Pod austriackim zaborem 1772–1822
Po pożarze i zniszczeniach zakonnikom udało się odrestaurować konwent, jednakże prowadzona przez Austrię polityka józefinizmu nie pozwoliła na powrót do dawnej jego świetności. W klasztorze znajdował się tzw. dom poprawczy dla zakonników-demerytów. 
W 1786 r. notował Ewaryst Andrzej, hr. Kuropatnicki w swym "Opisaniu królestw Galicyi i Lodomeryi": Zagórze. Wieś (...) sławna klasztorem XX. Karmelitów bosych od Stadnickich fundowanym i kościołem, w którym groby domu tegoż. W tym kościele pochowana JW. ze Stadnickich hrabina Ossolińska, wojewodzina wołyńska, ostatnia z domu Stadnickich dziedziczka.

### Pożar

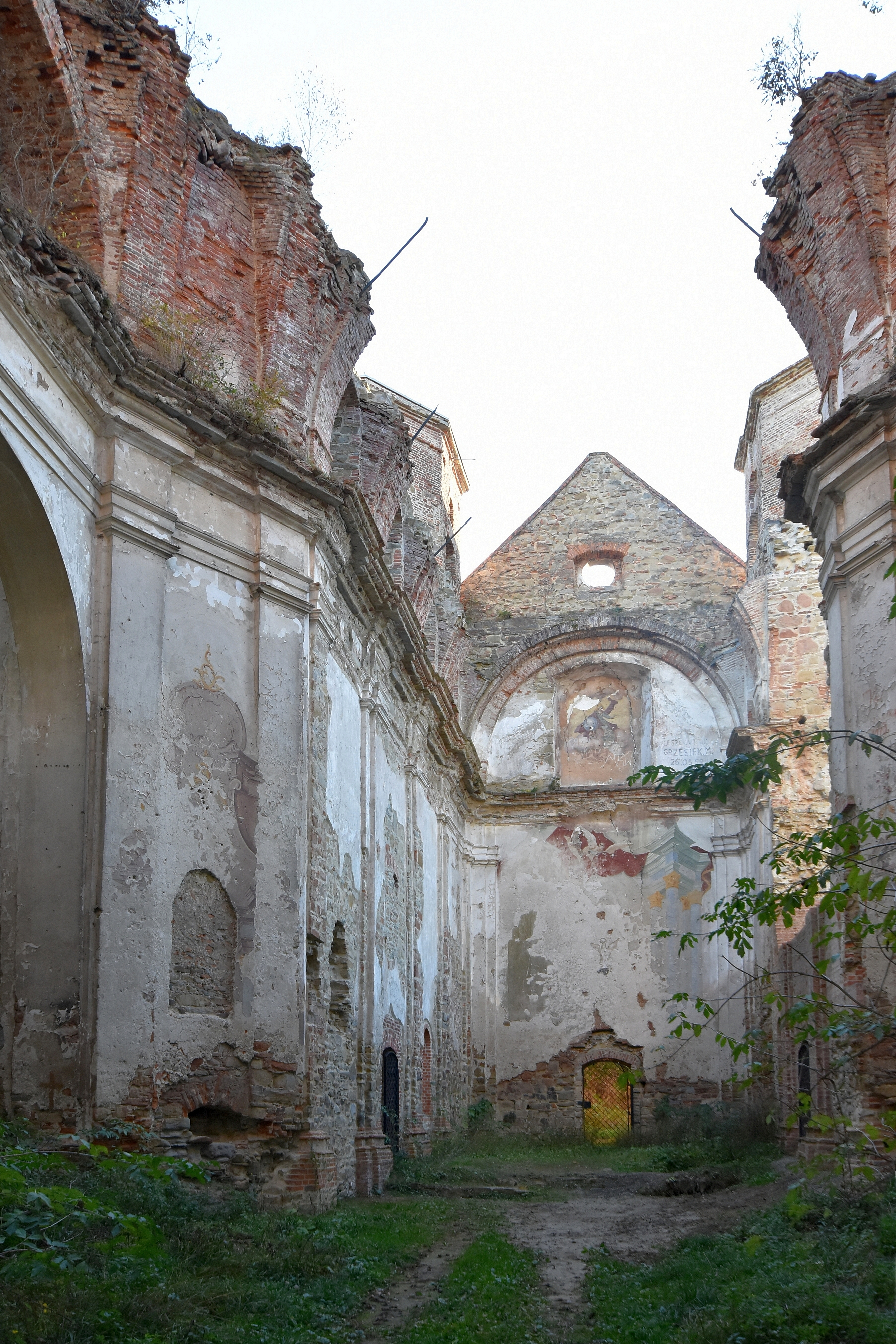
Wnętrze klasztornego kościoła Zwiastowania NMP

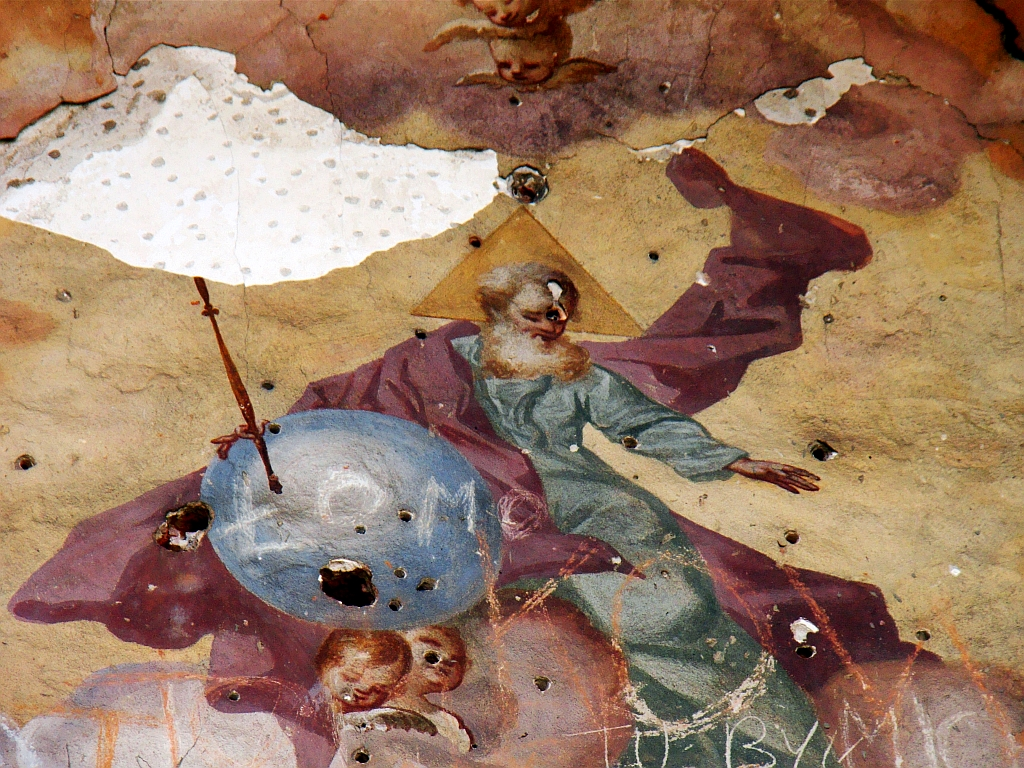
Pozostałości malowideł

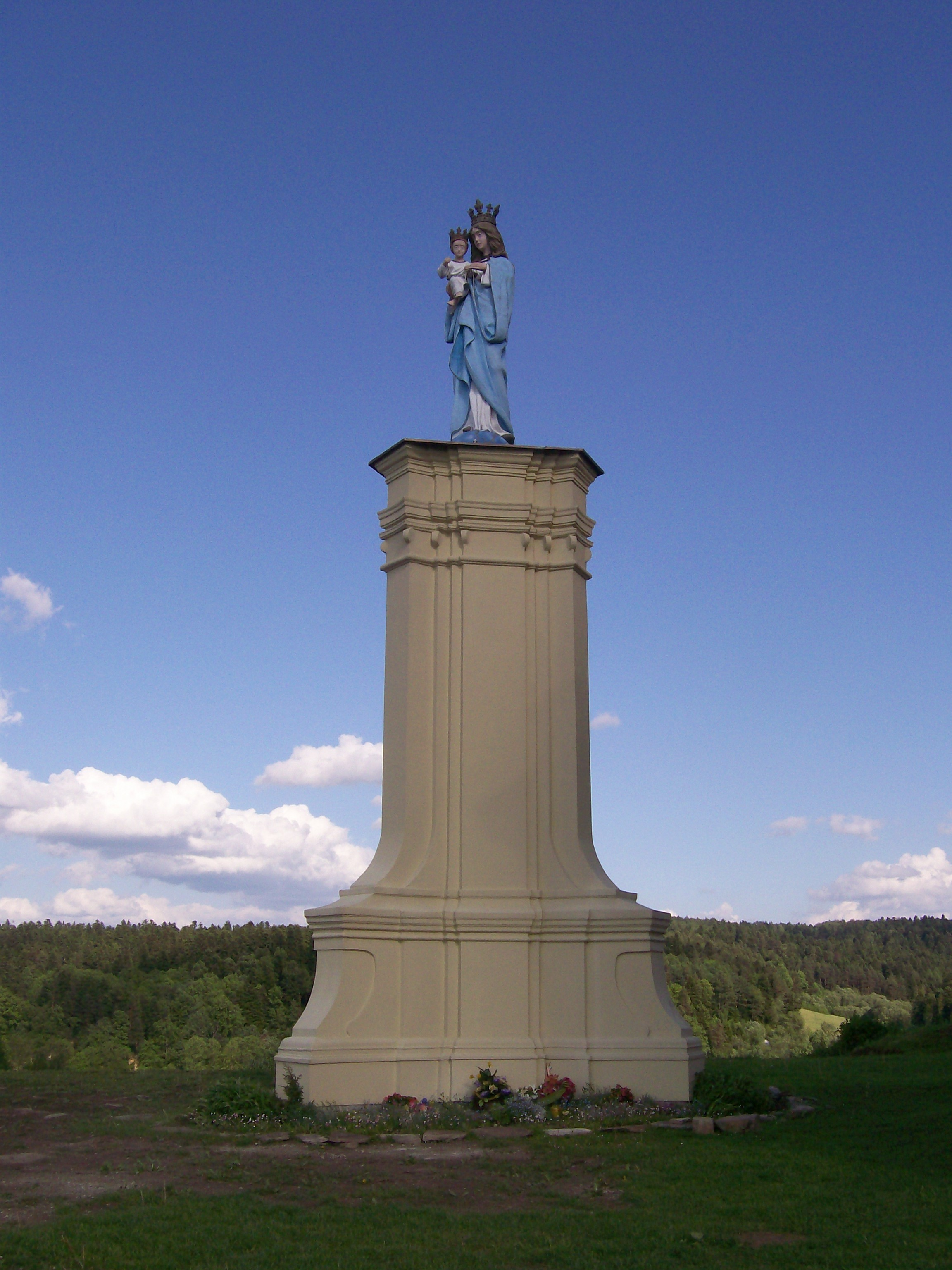
Kolumna z figurą Matki Boskiej przed ruinami klasztoru

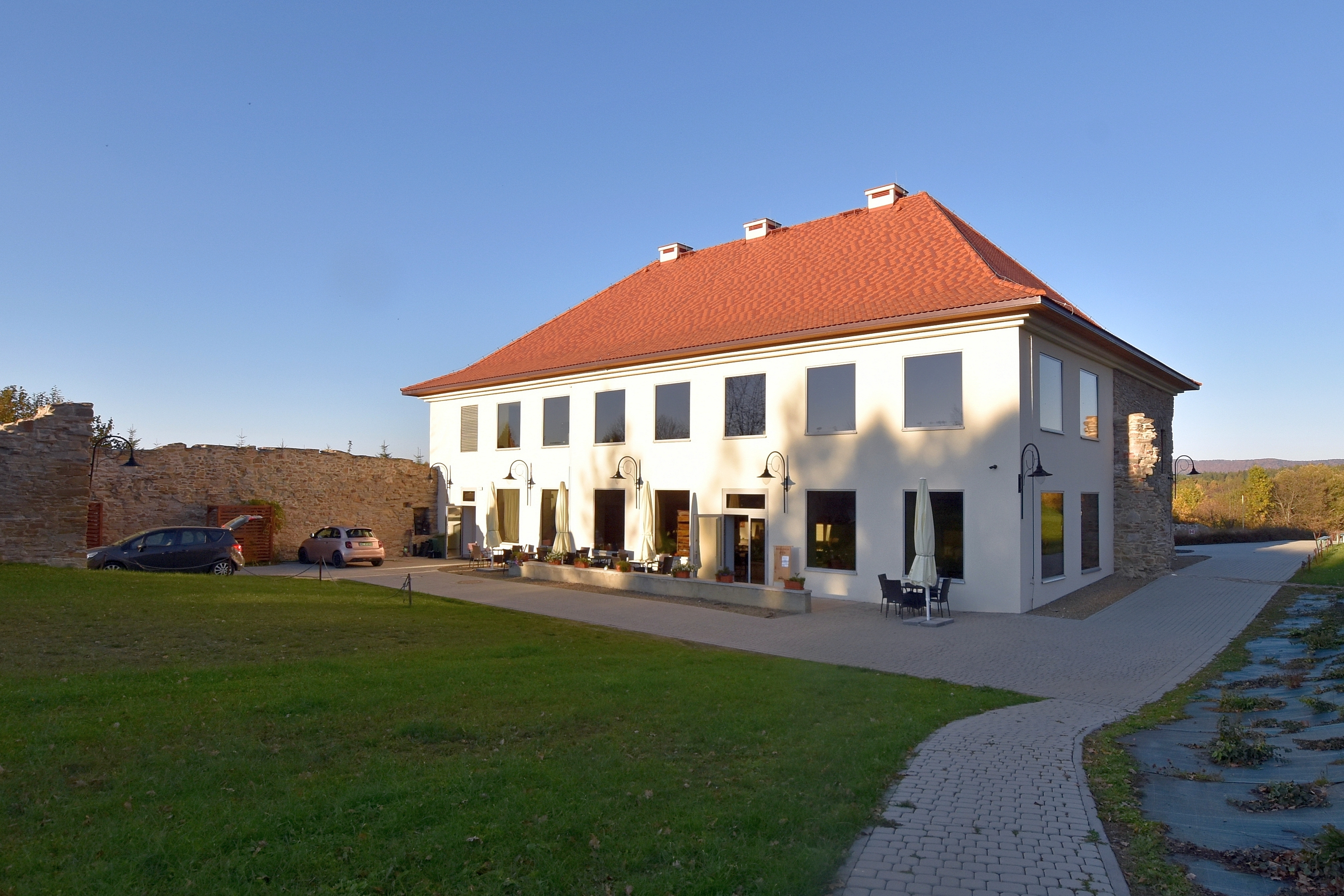
Centrum Kultury Foresterium (dawna kordegarda)

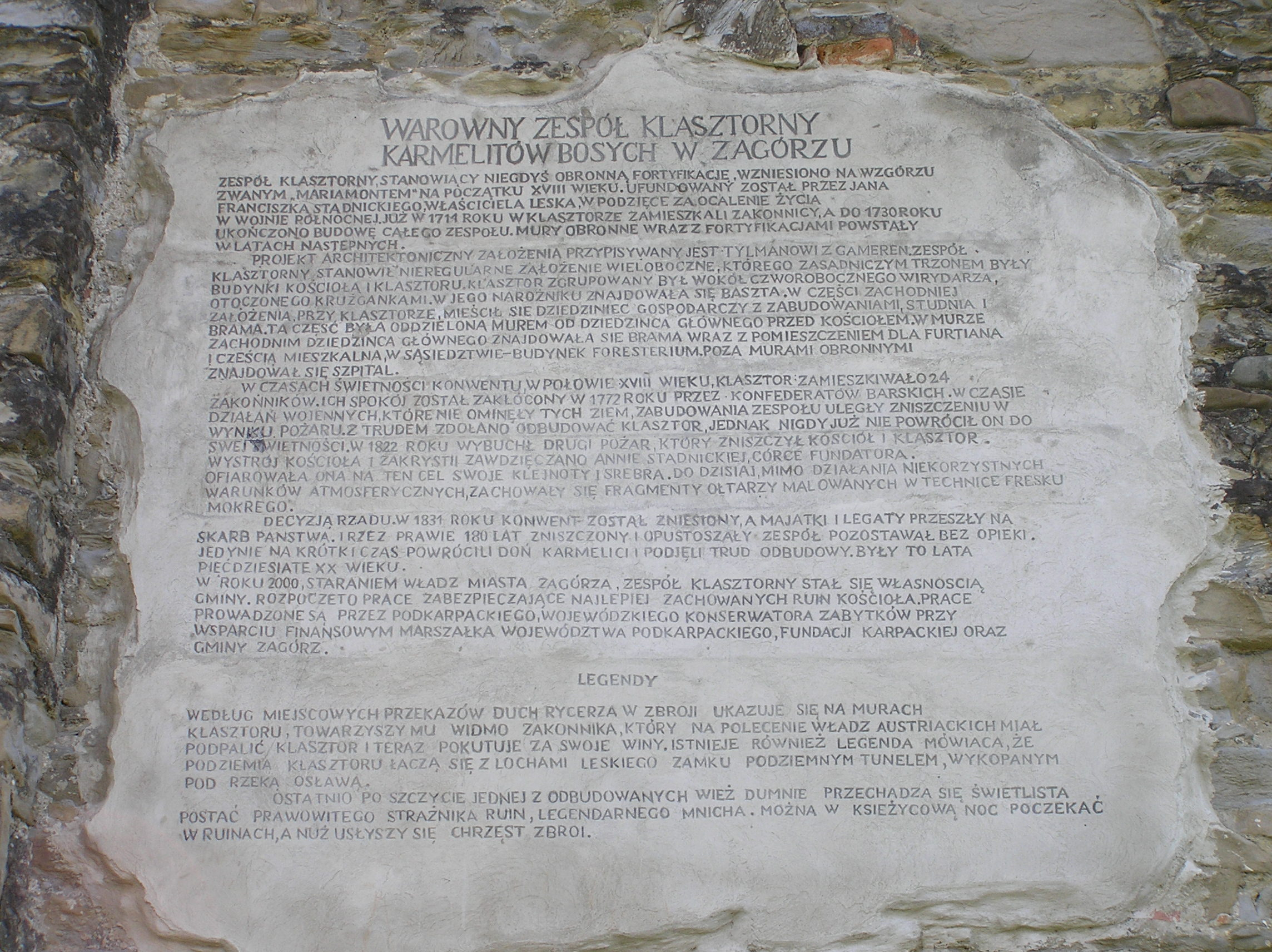
Kamienna tablica informacyjna przy bramie do ruin klasztoru Karmelitów bosych

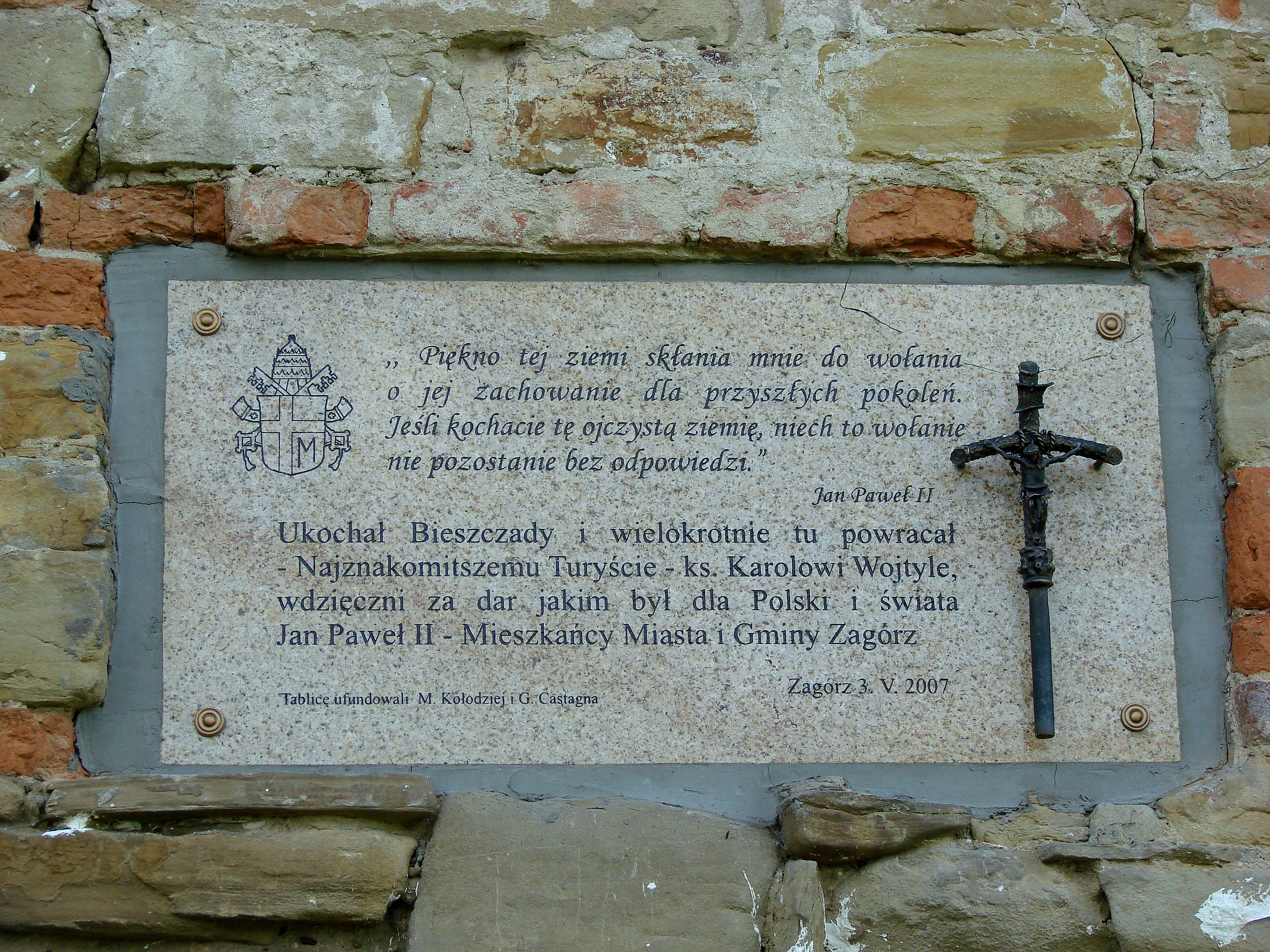
Tabliczka pamiątkowa z 2007 na elewacji klasztoru poświęcona Janowi Pawłowi II

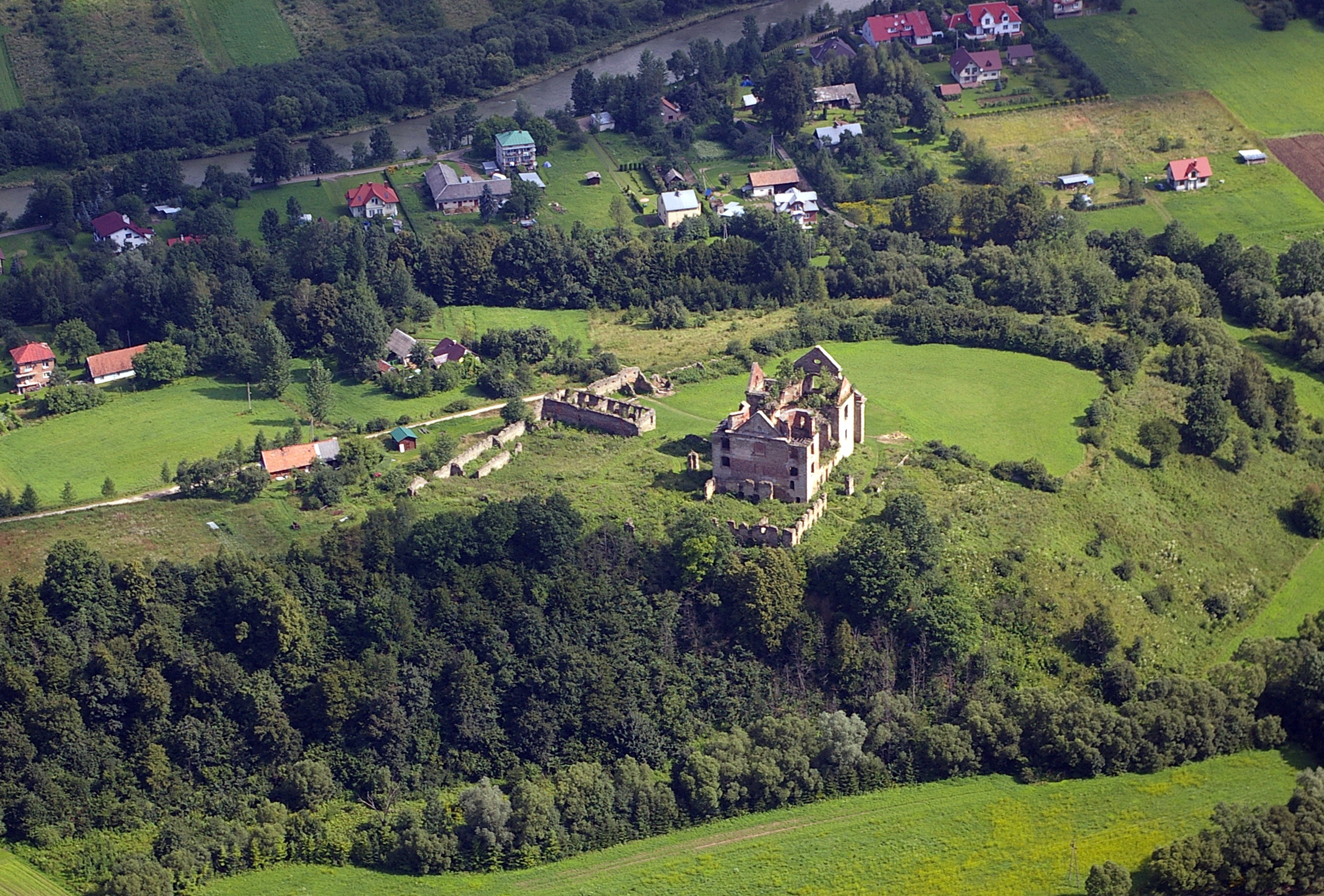
Ruiny z lotu ptaka (2011)

Według oficjalnej wersji policji austriackiej 26 listopada 1822 roku o godzinie drugiej po południu podczas sprzeczki przeora z jednym z zakonników doszło do pożaru, który strawił zabudowania karmelu, według innej wersji celowe podpalenie z inicjatywy władz zaborczych. W roku 1831 rząd austriacki zniósł klasztor w Zagórzu, a karmelici zostali przeniesieni do Przeworska oraz Lwowa. Ocalałe z pożaru wyposażenie kościoła - w tym znacznych rozmiarów obrazy - umieszczono w kościele parafialnym w Zagórzu. Przez ponad sto lat klasztor niszczał.

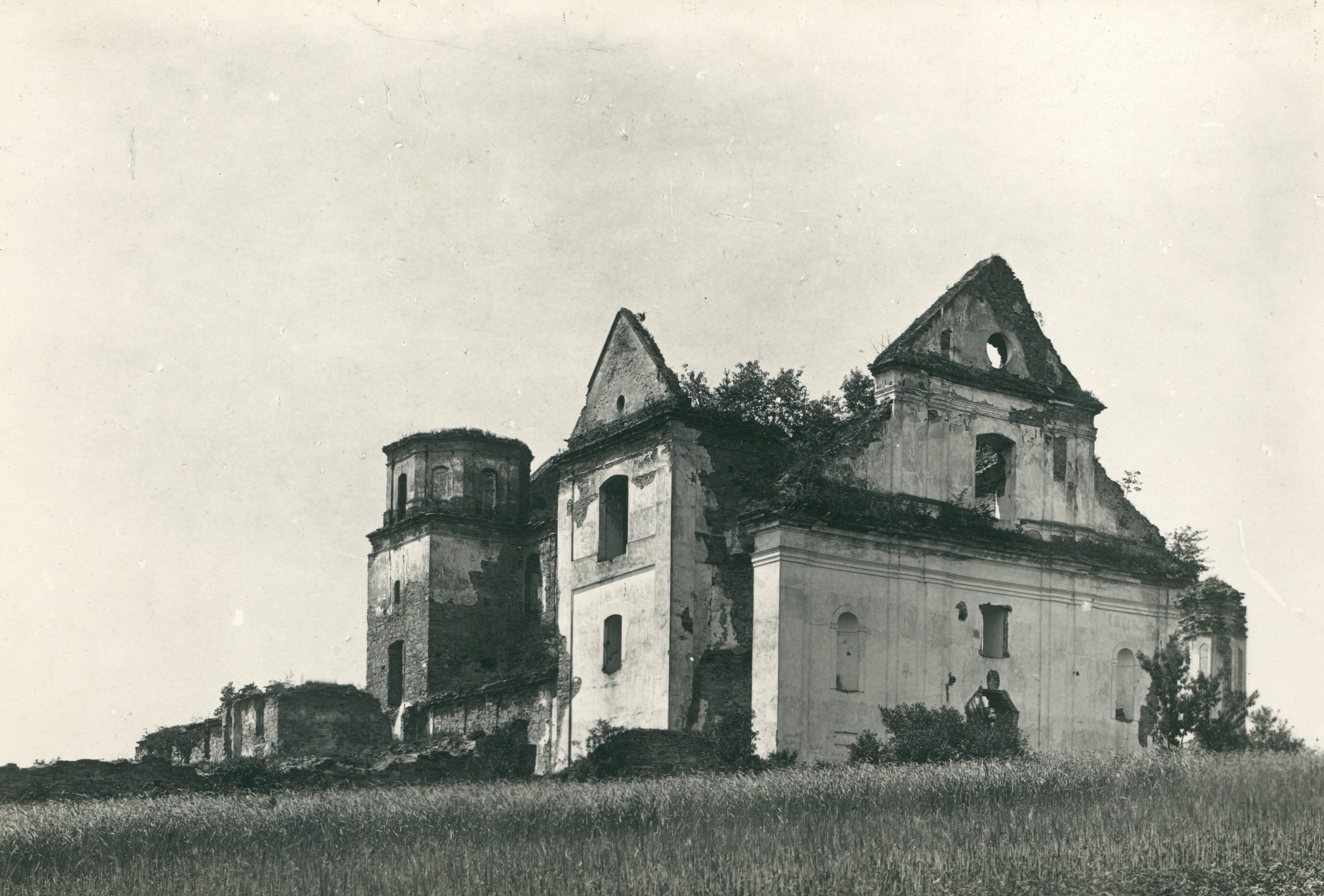
Ruiny klasztoru, około 1905
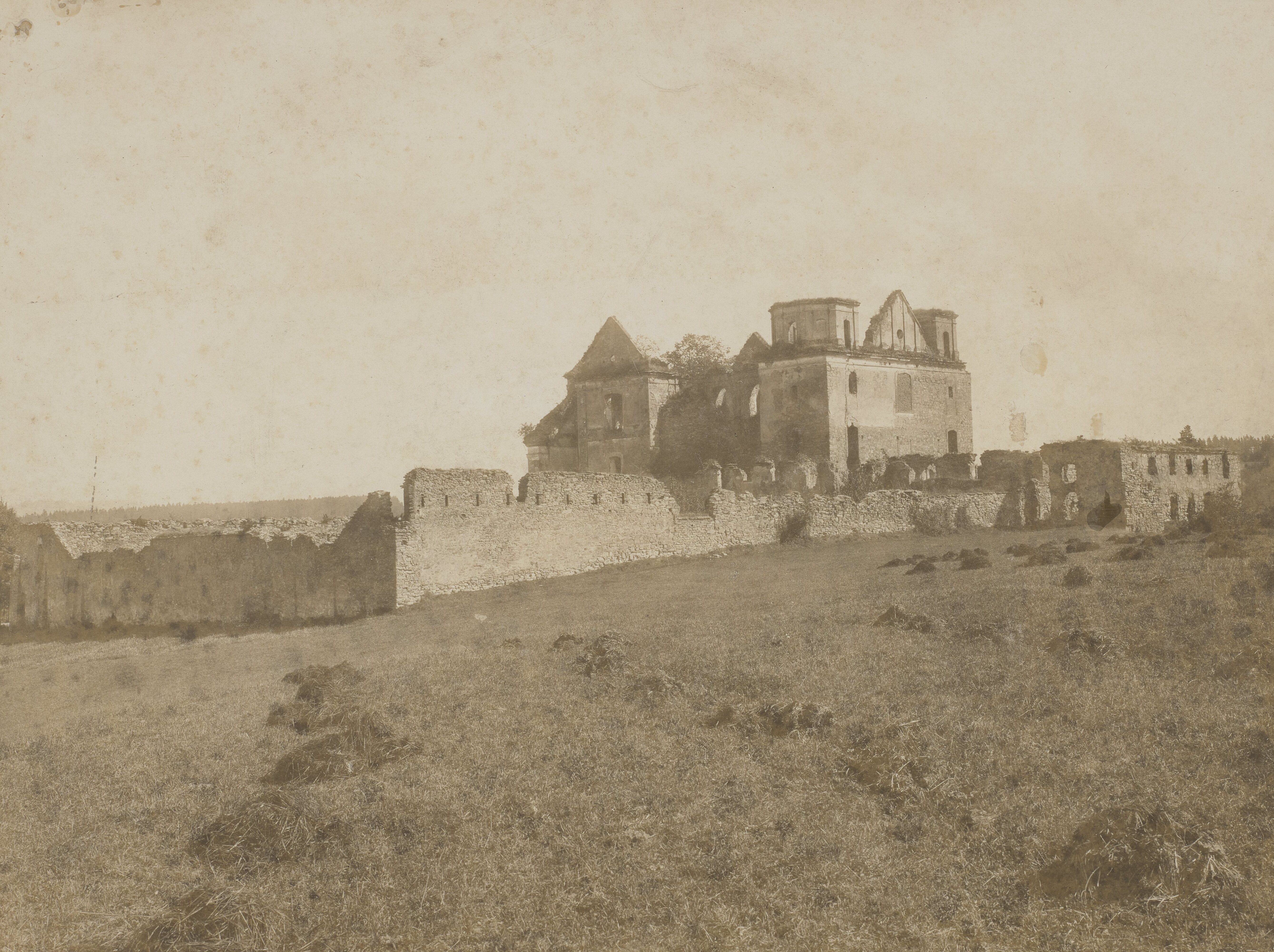
Ruiny, około 1910
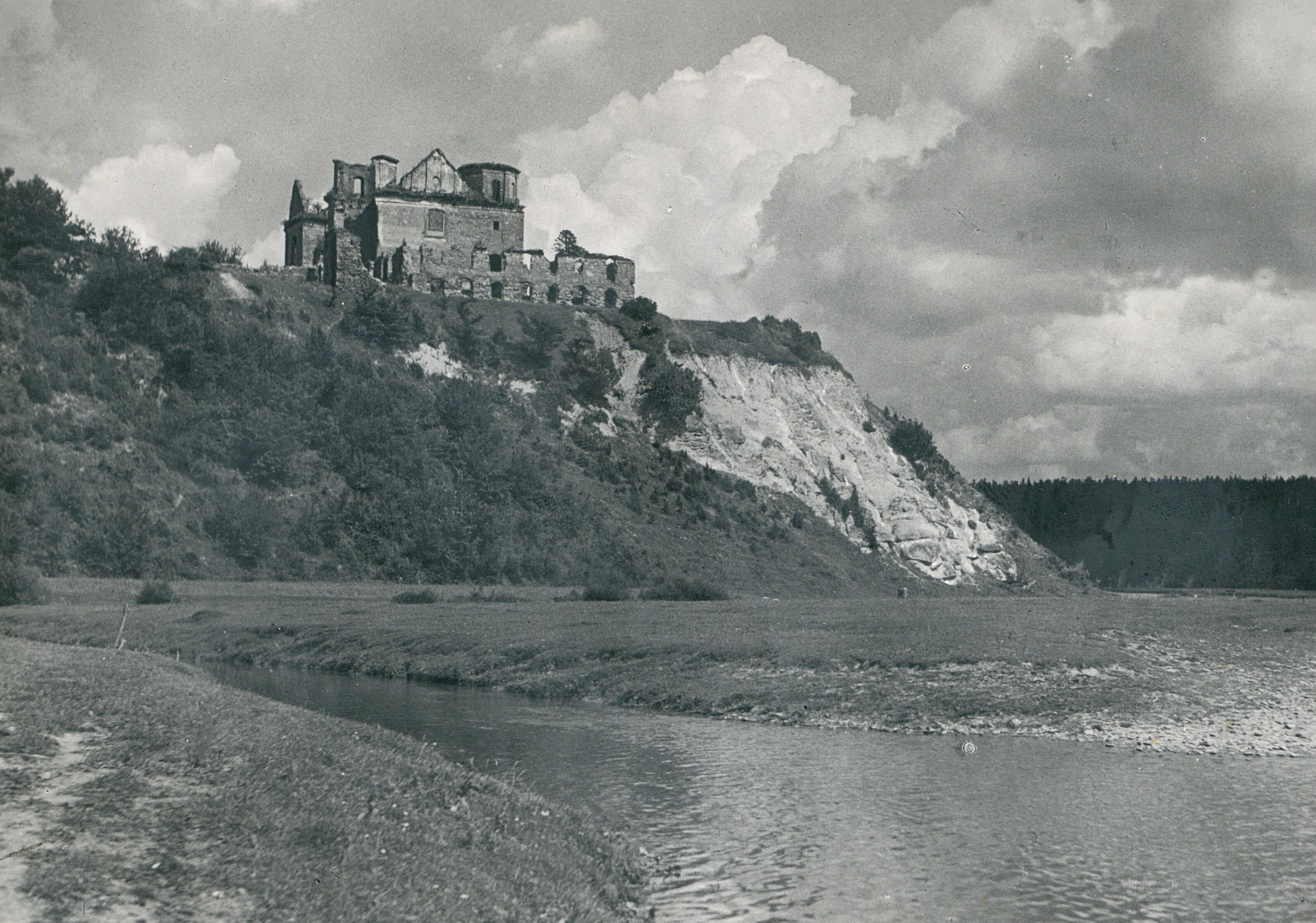
Osława i ruiny klasztoru, 1939
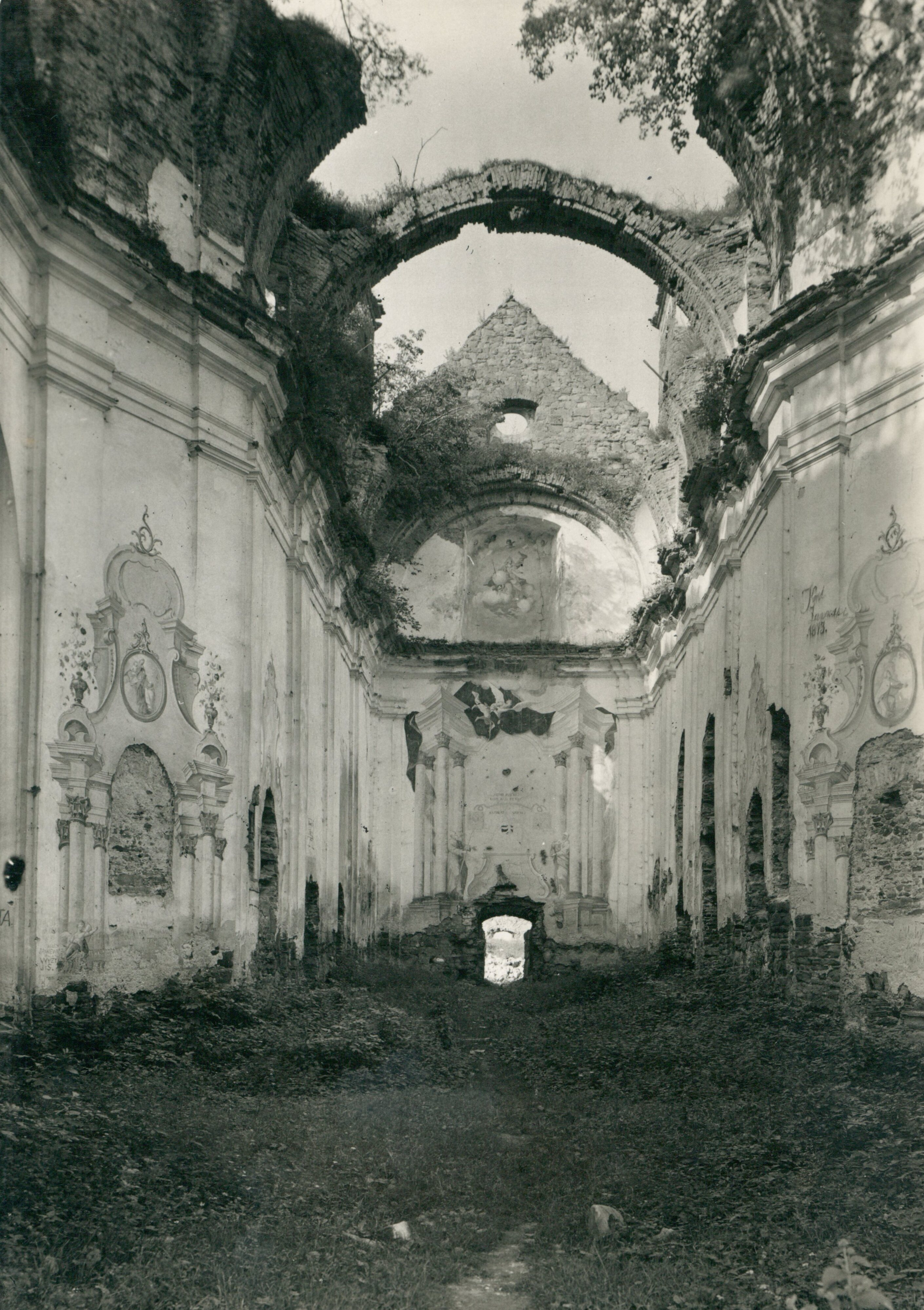
Wnętgrze zrujnowanego klasztoru, przed 1936

### Pierwsza próba odbudowy
Idea odbudowy klasztoru odżyła w okresie Polskiego Października 1956 roku. Wielkim entuzjastą odbudowy był Tadeusz Żurowski – generalny konserwator zabytków archeologicznych w Ministerstwie Kultury i Sztuki (zagórzanin z pochodzenia). Dzięki jego staraniom Wojewódzki Konserwator Zabytków wiosną 1957 r. wyraził zgodę na odbudowanie klasztornej warowni. Żurowski przygotował z urzędu plany odbudowy i zabezpieczenia całości inwestycji, zlecając kierowanie pracami Marianowi Wierzbińskiemu z Sanoka. Na konsultanta powołany został Stefan Stefański – dyrektor Muzeum Historycznego w Sanoku. Prowincja karmelitańska oddelegowała do Zagórza zakonników: Józefa od MB z Góry Karmel (Jan Prus), Wawrzyńca Radkiewicza, a potem Aureliusza Balonka. Pomoc w odbudowie okazali: proboszcz zagórski ks. Adam Fuksa i ks. prałat Antoni Porębski z Sanoka.
Urządzono ponowny pogrzeb zakonników zmarłych w XVIII i XIX stuleciu ponieważ podziemne krypty zostały splądrowane przez poszukiwaczy skarbów. Aby w przyszłości uniemożliwić dostęp do rozległych podziemi, zamurowano je.
Zakonnicy odgruzowali studnię i otoczenia kościoła; posegregowano gruz oraz kamień budowlany; zorganizowano warsztat stolarski. W dalszej kolejności oczyszczono z roślinności mury i nakryto dachem dawną kordegardę. Pomimo ofiarności mieszkańców wciąż brakowało pieniędzy na odbudowę. Zakonnik Jan Prus zdecydował się kwestować w USA i Kanadzie. Po powrocie do Zagórza niespodziewanie jednak zachorował i zmarł. Po jego zgonie Prezydium Wojewódzkiej Rady Narodowej w Rzeszowie uchyliło zezwolenie na odbudowę obiektu, a karmelitów w asyście milicjantów eksmitowano z zabudowań klasztoru.
Ruiny obronnego zespołu klasztornego Karmelitów bosych w Zagórzu (kościół, klasztor, budynek bramy, kordegarda, pozostałości murów obronnych, obelisk murowany) w 1972 zostały włączone do uaktualnionego wówczas spisu rejestru zabytków Sanoka w jego nowych granicach administracyjnych (istniejących do 1977).

### Druga próba odbudowy
Po przejęciu tego obiektu przez gminę Zagórz, od 2000 roku trwały systematyczne prace mające na celu zabezpieczenie niszczejącego zabytku. Oczyszczono mury kościoła i klasztoru z drzew i krzewów, położone prowizoryczne nakrycie na szczytach murów, uporządkowano teren wokoło. Ponownie ustawiono na kamiennym postumencie przed kościołem figurę Matki Boskiej z Dzieciątkiem. Udało się też odbudować dwie, częściowo zrujnowane baszty; nie ukończono jednak górnych – najbardziej efektownych – części wież, tzw. oktagonów. Wkrótce jednak z braku pieniędzy oraz utraty zainteresowania wśród lokalnych decydentów prace przerwano. Zagórski karmel ponownie popadł w ruinę.

### Ruiny klasztoru - aktualnie
Aktualnie miejsce to jest w pełni przystosowane do przyjmowania turystów. Wokół ruin klasztoru utworzono ogród ze ścieżkami, na końcu którego postawiono tablice informujące o historii tego miejsca. Wewnątrz jednej z wież została utworzona platforma widokowa umożliwiająca wejście na szczyt ruin, z której podziwiać można przepiekną panoramę Zagórza i Gór Słonnych.
Obecnie obok ruin klasztoru funkcjonuje Centrum Kultury Foresterium, w którym można zapoznać się ze zrekonstruowanym, dawnym dziedzińcem. Do dyspozycji są dwie sale ze stanowiskami wykorzystującymi wirtualną i rozszerzoną rzeczywistość. Stworzone zostały, aby w ciekawy sposób informować o historii zagórskiego klasztoru. Wstęp do centrum jest odpłatny.
Koszt budowy Centrum Kultury Foresterium wyniósł ponad 8 mln zł.

## Wzgórze Mariemont
Góra z ruinami klasztoru stanowi dominantę miejscowego krajobrazu. Południowa, skalista strona wzgórza zbudowana z żółtego piaskowca prostopadle opada w kierunku rzeki. Skała użytkowana była przez alpinistów do treningów wspinaczki wysokogórskiej. Od wschodu nachylenie wzgórza jest znaczne, za to od północy bardziej łagodne. Swobodny dostęp od strony zachodniej. Zachodnią krawędź wzgórza wyznacza sztuczny wąwóz, którym biegnie linia kolejowa, dawnej Pierwszej Węgiersko-Galicyjskiej Kolei Żelaznej. 
Górę Mariemont cechuje specyficzny, ciepły mikroklimat. Występuje tu wiele drzew i krzewów ciepłolubnych, m.in. brzost, grab, paklon, tarnina oraz - sztucznie tu wprowadzona - morwa. Znaczne nasłonecznienie wzgórza sprzyja bytowaniu bardzo tu licznych węży: zaskrońców oraz żmij. Ze wzgórza doskonały punkt widokowy na Zagórz, Góry Słonne oraz wschodnią cześć Beskidu Niskiego.

## Klasztor w literaturze
- W sceneriach zagórskiego klasztoru rozgrywa się akcja sensacyjnej powieści Zygmunta Kaczkowskiego Grób Nieczui[12].
- Jedna z książek z nowej serii Pan Samochodzik poświęcona jest w całości zagórskiemu karmelowi i ukrytemu w nim skarbowi Trzech Mnichów. Zagadka ta wiąże się bezpośrednio z wydarzeniami, jakie miały tu miejsce podczas konfederacji barskiej. Śledztwo pracownika Departamentu Ochrony Zabytków ujawnia jednak, że dramatyczne wydarzenia sprzed pół wieku przekazane w legendzie, nie tylko odpowiadają prawdzie, ale że żyją jeszcze ich uczestnicy, mogący rzucić nowe światło na zagadkę ukrytego skarbu. Powieść autorstwa Jakuba Czarnika zatytułowana Pan Samochodzik i klasztor w Zagórzu (cz. 104) ukazała się w czerwcu 2010 roku nakładem wydawnictwa Warmia[13].

## Klasztor w legendach
- Legenda o tajnym tunelu do zamku Sobień lub zamku leskiego pod dnem Osławy.
- Legenda o mnichu krążącym nocą po ruinach klasztoru w Zagórzu.

## Ciekawostki
- W 1957 roku na trasie swych bieszczadzkich wędrówek ruiny zagórskiego klasztoru odwiedził Karol Wojtyła[14]. Przypomina o tym stosowna tablica w ruinach kościoła odsłonięta 3 maja 2007 roku, ozdobiona charakterystycznym papieskim krzyżem oraz herbem. Napis na tablicy brzmi: Ukochał Bieszczady i wielokrotnie tu powracał. Najznakomitszemu turyście ks. Karolowi Wojtyle wdzięczni za dar jakim był dla Polski i świata Jan Paweł II - Mieszkańcy Miasta i Gminy Zagórz[15].
- Od kilku lat w okresie wielkiego postu z inicjatywy proboszcza zagórskiej parafii ks. Józefa Kasiaka organizowane są nabożeństwa drogi krzyżowej w ruinach klasztoru. Po zapadnięciu zmroku orszak pątników zmierza na górę Mariemont. Tam wewnątrz dawnego kościoła rozważane jest 14 stacji męki Pańskiej.
- 18 lipca 2010 na terenie klasztoru odbyła się uroczysta msza święta w trakcie której odsłonięto tablicę pamiątkową zawierającą 55 nazwisk zakonników, którzy w minionych wiekach mieszkali w zagórskim karmelu i tu są pochowani. Napis na tablicy brzmi: Pokój Tobie przechodniu. Wstrzymaj kroki. Kto z pośpiechem doby życia przebiera może iść dalej. Ciebie jednak proszę abyś się zatrzymał. Oto patrz i kolana do modlitwy zginaj, bowiem w krypcie tego kościoła spoczywają ziemskie szczątki 55. ojców i braci karmelitów bosych, których w XVIII i XIX stuleciu miłość Chrystusa w modlitwie i pracy przywiodła na zagórski Mariemont[16].
- Część zdjęć do biograficznego filmu o KSU pt. Śmierć bohaterom (TV Rzeszów, 1999) z piosenką Wielki Koniec wykonywaną przez wokalistę grupy Eugeniusza Olearczyka – „Siczkę” kręcona była w ruinach klasztoru[17].